# David Hidalgo
David Kent Hidalgo (Los Angeles, 6 ottobre 1954) è un cantautore e polistrumentista statunitense.
Viene principalmente ricordato per essere membro dei Los Lobos. Nel corso della sua carriera, Hidalgo è stato anche attivo nei progetti Latin Playboys, Los Super Seven e Houndog; ha anche collaborato con numerosi artisti, tra cui Tom Waits, Ry Cooder, Elvis Costello e John Lee Hooker.

## Discografia  parziale

### Da solista

#### Album in studio
- 1998 – Kambara Music in Native Tongues (con artisti vari)
- 2008 – Unreleased Songs & Rare Recordings (con Louie Pérez)
- 2008 – Songs of Wood & Steel (con i Los Cenzontles)
- 2009 – American Horizon (con artisti vari)
- 2010 – The Long Goodbye (con Louie Pérez)
- 2012 – 3 Skulls and the Truth (con artisti vari)
- 2013 – Puro Jam (con i Los Cenzontles)

### Nei gruppi

#### Nei Los Lobos

##### Album in studio
- 1976 – Si se puede!
- 1978 – Del este de Los Angeles
- 1983 – ...And a Time to Dance
- 1984 – How Will the Wolf Survive?
- 1987 – By the Light of the Moon
- 1987 – La Bamba: Original Motion Picture Soundtrack
- 1988 – La pistola y el corazón
- 1990 – The Neighborhood
- 1992 – Kiko
- 1995 – Papa's Dream (con Lalo Guerrero)
- 1996 – Colossal Head
- 1999 – This Time
- 2002 – Good Morning Aztlán
- 2004 – The Ride
- 2004 – Ride This - The Covers EP
- 2005 – Live at the Fillmore
- 2005 – Acoustic en vivo
- 2006 – The Town and the City
- 2009 – Los Lobos Goes Disney
- 2010 – Tin Can Trust
- 2013 – Disconnected in New York City
- 2015 - Gates of Gold
- 2021 - Native Sons

#### Nei Latin Playboys

##### Album in studio
- 1994 – Latin Playboys
- 1999 – Dose

#### Nei Los Super Seven

##### Album in studio
- 1998 – Los Super Seven
- 2011 – Canto
- 2005 – Heard It on the X

#### Negli Houndog

##### Album in studio
- 1999 – Houndog